# Аменемхет Сенебеф
Аменемхет Сенебеф — давньоєгипетський фараон з XIII династії.
Єгиптологи Кім Риголт, Юрген фон Беккерат і Дерелл Бейкер вважають, що він був другим правителем династії